# Koninklijke Muziekvereniging Willen is Kunnen Knesselare
Willen is Kunnen of WIK is een koninklijke muziekvereniging die sinds 1888 haar thuishaven heeft in het Belgische Knesselare.
De fanfare werd opgericht door enkele vooraanstaande personen in deze Oost-Vlaams gemeente en kreeg meteen een gemeentelijke subsidie van 200 frank (€ 4,95). De plaatselijke geneesheer August De Jaegher - de latere burgemeester - werd de eerste voorzitter. De repetities vonden plaats in een lokaal van de gemeenteschool. Aanvankelijk bleven de optredens beperkt tot het plaatselijk gebeuren maar geleidelijk aan ging men ook muziek maken in de omliggende gemeenten.
De vereniging kende door de gebeurtenissen van de Eerste als Tweede Wereldoorlog telkens een dieptepunt, maar bleef overeind om nadien terug open te bloeien. Naast en materiële en financiële aspecten werd er vooral uitgekeken, tot op heden, naar verjonging en zorgde men voor de noodzakelijke muziekopleiding. Oproepen daartoe en contact met de bevolking van Knesselare en Ursel gebeuren door de uitgave van het WIK Muziekkrantje, dewelke momenteel reeds aan zijn 44ste uitgave zit.
Vanaf de jaren 70 trok men de landsgrenzen over voor optredens in o.a. Duitsland (Traben-Trarbach), Nederland (Roelofarendsveen), Frankrijk (Saint-Valery-sur-Somme) en Spanje (Playa de Aro). Meestal kregen deze uitstappen een verlengingstuk in de vorm van een tegenbezoek van de buitenlandse gasten. In 1972 werd het majorettenkorps Zonnebloempjes opgericht, die het 2 decennia volhield. WIK wijdt zelf de teloorgang onder meer aan het feit dat de muziekvereniging meer zittende concerten dan traditionele rondgangen organiseerde en de veranderende tijdsgeest.

## Leiding
De eerste dirigent was E. De Vos en was nadien verschillende keren in handen van een lid van de familie Van de Casteele. Gerard Van de Casteele werd dirigent als opvolger van Remi Arnaut in 1948 en bleef in functie tot in 1998. In 2012 werd hij gevierd omwille van zijn 75-jarig jubileum als spelend lid. Ook zijn vader Herman en grootvader August waren destijds spelend en dirigerend lid. Ook zoon Jan Van de Casteele trad tijdens de laatste eeuwwisseling meerdere malen op als dirigent. Tussen 2006 en 2013 hanteerde Josquin Rousseeuw het stokje. De huidige dirigente is Liesa Coulleit. Andere dirigenten waren Jan Desmet, Bart Vanderstrieckt en Alain Verhoeven, Luc Blomme, Johan Ferlin.
Dokter Placide Vanthuyne was gedurende decennia voorzitter van de fanfare. Samen met zijn echtgenote waren zij de stuwende kracht, bij logistieke en materiële steun. Zijn echtgenote Maria Vanthuyne-De Baets schonk in 1992 het repetitielokaal Huyze Dr. Vanthuyne aan het WIK, hijzelf zorgde in de jaren 50 voor de eerste uniforme kostumering van de leden.

## Koninklijk
Vanaf 1963 nam WIK deel aan de provinciale tornooien, dat bepalend is voor de klassering en de subsidiëring door Oost-Vlaanderen. Men startte in derde, in 1971 kwam de promotie naar tweede en sinds 1977 speelt Knesselare in de eerste afdeling.
In 1973 kreeg Willen is Kunnen de titel van Koninklijk Maatschappij. 
In 2023 vierde deze fanfare haar 135-jarig bestaan met een concert WIK on Fire in het Auditorium in Aalter olv Liesa Coulleit.
Muzikant Anthony Stevens is de huidige voorzitter.